# Burago di Molgora
Burago di Molgora é uma comuna italiana da região da Lombardia, província de Monza e Brianza, com cerca de 4.090 habitantes. Estende-se por uma área de 3 km², tendo uma densidade populacional de 1363 hab/km². Faz fronteira com Vimercate, Ornago, Cavenago di Brianza, Agrate Brianza.

## Demografia
| Variação demográfica do município entre 1861 e 2011                               |
|                                                                                   |
| Fonte: Istituto Nazionale di Statistica (ISTAT) - Elaboração gráfica da Wikipedia |